# Oxymore (bière)
 (mai 2021).
Si vous disposez d'ouvrages ou d'articles de référence ou si vous connaissez des sites web de qualité traitant du thème abordé ici, merci de compléter l'article en donnant les références utiles à sa vérifiabilité et en les liant à la section « Notes et références ».
L'Oxymore  est une bière belge brassée à Limerlé dans la commune de Gouvy en Province de Luxembourg.

## Historique
C'est en juillet 2006 que six bénévoles décident de brasser une nouvelle bière en bouteilles champenoises (75 cl) mais également en fûts de 30 et 50 litres. Ils reçoivent des conseils du maître-brasseur de l'abbaye d'Orval. La brasserie Oxymore se trouve dans une ferme ardennaise du XVIIIe siècle qui fut sauvée de la ruine et est actuellement occupée par l'association Périple en la Demeure dont la brasserie est une des activités.

## Bière
L'Oxymore est une bière blanche un peu trouble, à fermentation haute mais très légère qui titre à 4,5 % d'alcool. Elle est composée de cinq céréales : froment et épeautre (produits dans la région de Gouvy), orge, orge malté et flocons d’avoine avec une adjonction de houblon et de levure d’Orval.

## Commercialisation
La bière est vendue uniquement à la brasserie. La production est très limitée.

## Source et lien externe
- site de la brasserie